# Мухаммад Садык Кашгари
Мухаммад Садык Кашгари (уйг. مۇھامماد سادىق كاشغېرىي / Muhammad Sadiq Kashgheriy) (~1730 — 1820) — уйгурский историк, писатель и мыслитель середины XVIII и начала XIX веков. Уроженец города Кашгара, автор таких исторических трудов как "Тазкира и-Азизан" («В память о святых») и переводов на уйгурский язык таких исторических трудов как «Тарихи Рашиди» Мирзы Мухаммада Хайдара Дуглата и «Истории Пророков и Королей» Абу Джафара ал-Табари. Автор религиозно-философского труда под названием «Адаб ал-Салихин». Мухаммад Садык Кашгари родился в 1740 г. в городе Кашгаре, в семье крестьянина. Первоначальное образование он получил в религиозной школе, а затем учился в высшем учебном заведении «Саче» г. Кашгара. После его окончания преподавал в медресе, где он изучал персидский и арабский языки, знакомился с таджикской, арабской, азербайджанской и узбекской классической литературой.